# Wang Tuo
Wang Tuo (čínsky pchin-jinem Wáng Duó, znaky zjednodušené 王铎, tradiční 王鐸, 1592–1652), byl čínský kaligraf, malíř a básník na přechodu mingského a čchingského období.

## Jména
Wang Tuo používal zdvořilostní jméno Ťüe-s’ (čínsky pchin-jinem Juésī, znaky zjednodušené 觉斯, tradiční 覺斯) či Ťüe-č’ (čínsky pchin-jinem Juézhī, znaky zjednodušené 觉之, tradiční 覺之) a celou řadu pseudonymů.

## Život a dílo
Wang Tuo pocházel z Meng-ťinu v provincii Che-nan (dnes je Meng-ťin okres v Luo-jangu). Studoval konfuciánství, prošel nižšími stupni úřednických zkoušek, roku 1622 složil i jejich nejvyšší stupeň – palácové zkoušky a získal hodnost ťin-š’. Poté sloužil ve státní správě.
Získal si jméno jako básník, malíř a především kaligraf. Vycházel z díla starých mistrů (Jen Čen-čchinga a Mi Fua). Nemalou část své kaligrafické tvorby zasvětil kopírování prací Wang Si-č’a, jeho nápisy v konceptním písmu však nebyly pouhé kopie, ale tvůrčí interpretace svého vzoru. Jeho osobitý styl ovlivňuje čínskou kaligrafii do současnosti.